# Caso ecuativo
El caso ecuativo es un caso que expresa prototípicamente el estándar de comparación de valores iguales ("como... como..."). El caso ecuativo se ha utilizado en muy pocos idiomas en la historia. Se utilizó en el idioma sumerio , donde también asumió las funciones semánticas del caso esivo ("en la capacidad de...") y el Caso formal ("como un...").

## Uso
Para los sumerios, el equivalente se formaba añadiendo el sufijo -gin al final de un sintagma nominal. En su función similar:

lugal > lugal-gin
"rey", "como un rey"
nitah-kalaga > nitah-kalaga-gin

"valiente", "como un valiente"

Para Ossetic está formado por la terminación -ау [aw]:

фӕт > фӕтау
"flecha", "en forma de flecha"
Ницы фенӕгау йӕхи акодта

"como no vidente se hizo a sí mismo" ('fingió no ver nada').

Se encuentra subdialectalmente en algunos hablantes del dialecto Khalkha del mongol , donde está formado por las terminaciones -цаа [tsaa], -цooo [tsoo], -цээ [tsee] o -цөө [tsöö], dependiendo de la armonía vocálica . del sustantivo Es bastante raro y muy específico, refiriéndose a la altura o nivel de un objeto:

эрэг > эрэгцээ
"orilla del río", "alto como la orilla del río"
өвдөг > өвдөгцөө

"rodilla(s)", "hasta la rodilla"

También se encuentra en el idioma turco, Khalaj y en Lenguas de América del Sur como el quechua , el aimara , el uru y el cholón . [ cita requerida ]
El galés , aunque no tiene un caso equivalente de sustantivos, tiene un grado equivalente de adjetivos, mostrado normalmente por el sufijo -ed : por ejemplo, " hyned " ( â ...), que significa "tan antiguo" (como...) .
Sireniki Eskimo tenía un caso ecuativo (o comparativo) para describir similitudes entre sustantivos.